# Charinus camachoi
Charinus camachoi är en spindeldjursart som först beskrevs av González-Sponga 1998.  Charinus camachoi ingår i släktet Charinus och familjen Charinidae. Inga underarter finns listade i Catalogue of Life.